# فرانسيس إنغرام
فرانسيس إنغرام (بالإنجليزية: Frances Ingram)‏ هي مغنية ومغنية أوبرا أمريكية، ولدت في 5 نوفمبر 1888، وتوفيت في 12 أبريل 1974.